# 1996 في سويسرا
فيما يلي قوائم الأحداث التي وقعت خلال عام 1996 في سويسرا.

## رياضة
- 9 يونيو – طواف إيطاليا 1996 الفائزون Carrera-Longoni Sport 1996 ‏، بافل تونكوف، ماريانو بيكولي، فابريزيو غيدي، أبراهام أولانو، Enrico Zaina [الإنجليزية]‏.

## برامج ومسلسلات وأنمي
- بينغو

## مواليد

### يناير
- 6 يناير – جواو دي أوليفيرا لاعب كرة قدم سويسري.
- 23 يناير – نيكولاس هاس لاعب كرة قدم سويسري.

### فبراير
- 23 فبراير – نيكولاس هونزيكر لاعب كرة قدم سويسري.

### يونيو
- 12 يونيو – جسكو رافين
- 28 يونيو – جويل كاسترو بيريرا لاعب كرة قدم برتغالي.

### سبتمبر
- 30 سبتمبر – نيكو إلفيدي لاعب كرة قدم سويسري.

### ديسمبر
- 27 ديسمبر – سيدريك إيتن لاعب كرة قدم سويسري.